# Rappenkopf (Ammergau)
Der Rappenkopf  ist ein Doppelgipfel mit Vorderem (1408 m ü. NHN) und Hinterem Rappenkopf 1404 m ü. NHN in den Ammergauer Alpen auf dem Gebiet der Gemeinde Unterammergau.
Beide Gipfel sind nur weglos erreichbar, am einfachsten über den Zustieg zum Kofel.

## Galerie

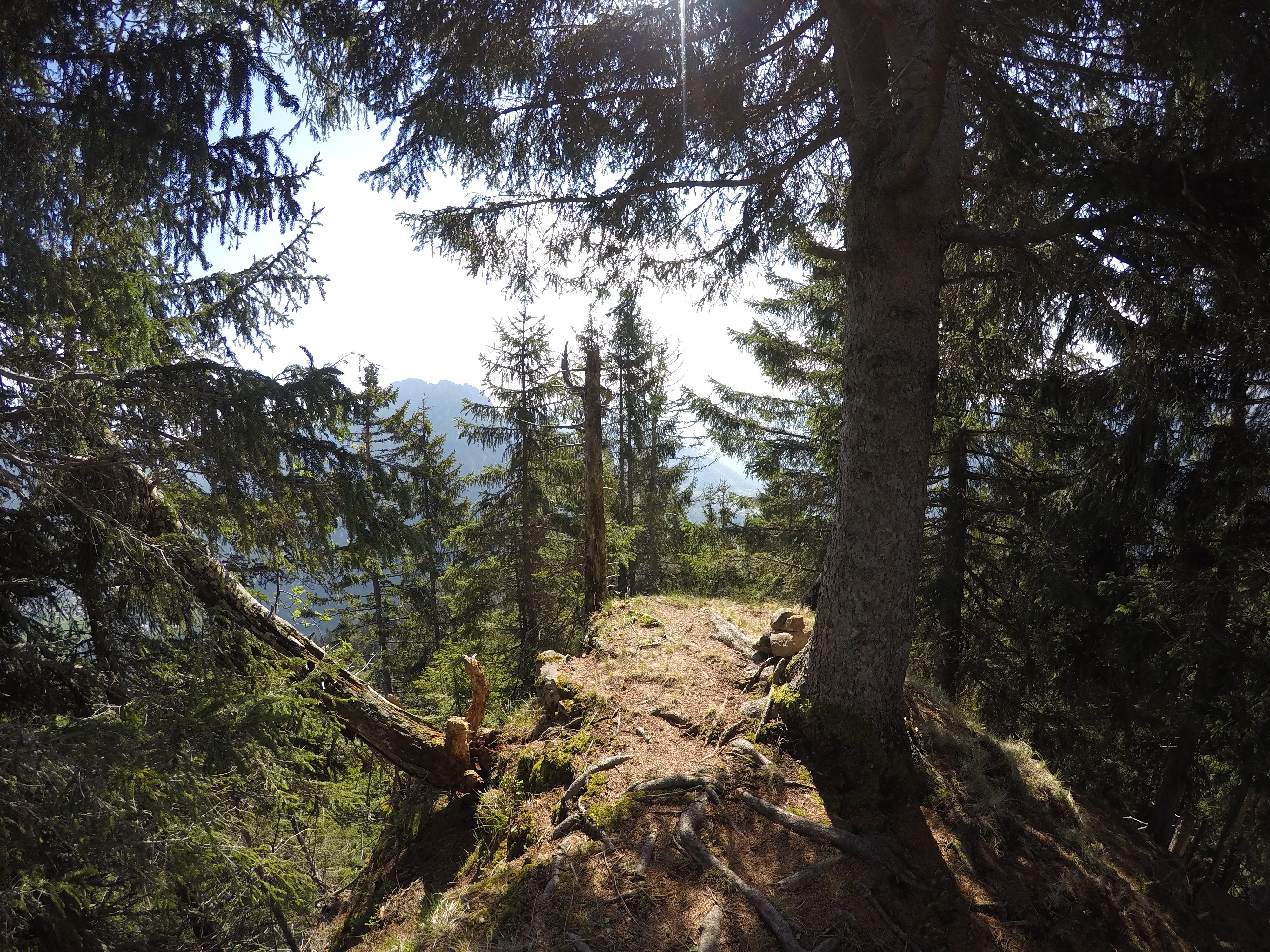
Gipfel Vorderer Rappenkopf